# Love Battlefield
Love Battlefield ( 愛·作戰) è un film del 2004, scritto e diretto da Soi Cheang.

## Trama
L'infermiere Yui subisce un furto d'auto, cui segue una violenta lite con la fidanzata Ching. Ritrova presto la vettura, ma viene rapito da una banda di corrieri. Lei corre subito in suo soccorso, complicando però la situazione.

## Distribuzione
Il film è stato distribuito in Italia a partire dal 21 aprile 2015, senza passare per le sale cinematografiche, direttamente in home video per conto della CG Entertainment, in collaborazione con la Tucker Film e il Far East Film Festival.

## Riconoscimenti
- 2005 - Hong Kong Film Critics Society Awards
  - Nomination Miglior attore a Eason Chan
  - Nomination Miglior regia a Soi Cheang
  - Nomination Miglior sceneggiatura a Jack Ng e Szeto Kam-Yuen
- 2005 - Chinese Film Media Awards
  - Nomination Miglior attore a Eason Chan
  - Nomination Miglior regia a Soi Cheang
  - Nomination Miglior attrice non protagonista a Hailu Qin
  - Nomination Miglior sceneggiatura a Jack Ng e Szeto Kam-Yuen